# Pierre Puvis de Chavannes
Pour les articles homonymes, voir Chavannes.
Pierre Cécile Puvis de Chavannes, né à Lyon le 14 décembre 1824 et mort à Paris le 24 octobre 1898, est un peintre français.
Considéré comme un précurseur du symbolisme, il est une figure majeure de la peinture française de la seconde moitié du XIXe siècle.
Il a été l'un des fondateurs de la nouvelle Société nationale des beaux-arts en 1890,.

## Biographie

### Famille
La famille Puvis de Chavannes est une famille d'ancienne bourgeoisie originaire de Bourgogne. Elle a conservé le nom de sa terre de Chavannes. Elle est issue de Michel Puvy (1620-1694), vigneron, bourgeois de Cuiseaux, (Saône-et-Loire). Thaurin Puvy (1652-1700), échevin de Cuiseaux, était huissier royal, sergent royal ordinaire de Cuiseaux. Pierre Puvis (1697-1754), était lieutenant du bailliage de Cuiseaux. Claude-Louis Puvis de Chavannes (1729-1801), était avocat au Parlement de Bourgogne. César Puvis de Chavannes (1785-1843), polytechnicien (X 1809), était ingénieur en chef des Mines.
Pierre Puvis de Chavannes, né le 14 décembre 1824, à Lyon est le fils de Marie Julien César Puvis, ingénieur des mines à Lyon, et de Marguerite Guyot, fille d'un négociant.
Il vécut avenue de Villiers à Paris, auprès de  la princesse roumaine Marie Cantacuzène, qu'il rencontre en 1856 sans doute dans l'atelier du peintre Théodore Chassériau dont elle est l'amie. Ils se marient, 42 ans plus tard, en 1898, quelques mois avant leurs morts respectives. Elle a une influence considérable sur lui, devenant sa compagne, sa collaboratrice, sa muse.

### Jeunesse et formation
Après des études de rhétorique et de philosophie au lycée Henri-IV de Paris, il fait un premier voyage en Italie, puis commence à étudier la peinture auprès d'Henry Scheffer. Il fait ensuite un second séjour en Italie en compagnie de Louis Bauderon de Vermeron et étudie brièvement auprès d'Eugène Delacroix, puis dans l'atelier de Thomas Couture. Il est marqué par les grandes peintures murales de Théodore Chassériau, exécutées pour l'escalier de la Cour des comptes entre 1844 et 1848 (détruites en 1871). Il ne trouve véritablement sa voie qu'à l'âge de 30 ans en réalisant le décor de la salle à manger de la maison de campagne de son frère (Les Quatre Saisons, Le Retour de l'enfant prodigue), en 1854.

### Un maître de la peinture allégorique
Ses débuts au Salon sont difficiles. Il fut plusieurs fois refusé et quand enfin il exposa, il fut sévèrement critiqué. Puis, en 1861, il remporta un premier succès avec Concordia (La Paix) et Bellum (La Guerre) exposé au Salon. La première fut achetée par l'État français. Le peintre, pour que les deux œuvres ne soient pas séparées, fit don de la seconde.

#### La décoration murale du musée de Picardie
Deux ans plus tard, il présenta au Salon deux autres allégories, Le Travail et Le Repos, qu’il ne réussit pas à vendre mais Arthur-Stanislas Diet, l'architecte du musée de Picardie, en cours de construction à Amiens, les remarqua. Il demanda alors l'attribution des toiles Concordia et Bellum au nouveau musée, afin qu'elles décorassent la grande galerie du premier étage. De ce fait, le peintre fit don des deux toiles, Le Travail et Le Repos, qui décorèrent deux des murs du grand escalier. Le succès fut au rendez-vous, on commanda à Puvis une autre peinture allégorique : Ave Picardia Nutrix (« Salut, Picardie nourricière »), qui vint décorer le mur du palier de l'escalier d'honneur. Et en 1882, l'artiste réalisa Pro Patria Ludus (« Les Jeux pour la patrie »), qui prit place en face d'Ave Picardia Nutrix dans la cage du grand escalier, en 1888. 
Puvis de Chavannes compléta le décor du grand escalier et de la grande galerie du premier étage par d'autres toiles allégoriques : L'Etude, La Contemplation, La Fileuse, Le Moissonneur...
Ce décor exceptionnel sur le plan thématique et stylistique est représentatif du traitement novateur que Puvis de Chavannes apporta au genre allégorique, dont il devint à la fin du XIXe siècle le plus brillant représentant.

#### Les décors muraux à Paris, à Lyon, Marseille, Poitiers et Boston
À son petit atelier de Pigalle, il ajouta rapidement un plus grand, à Neuilly. En 1883, il réalisa un portrait de sa compagne, Marie Cantacuzène, conservé au musée des Beaux-Arts de Lyon. Elle lui servit également de modèle pour la Salomé de la Décollation de Saint-Jean-Baptiste, pour Radegonde de l'hôtel de ville de Poitiers, et pour la Sainte-Geneviève du Panthéon de Paris.
Puvis de Chavannes réalisa de grands décors muraux : au palais Longchamp à Marseille (1867-1869), à l'hôtel de ville de Poitiers (1870-1875), à l'hôtel de ville de Paris (1887-1894), à la bibliothèque publique de Boston (1881-1896). À ceux-ci s'ajoutèrent trois ensembles exceptionnels, celui du Panthéon de Paris, où il traita de la vie de Sainte Geneviève (1874-1878) et (1893-1898) ; le décor de l'escalier du musée des Beaux-Arts de Lyon (1884-1886) avec le Bois sacré cher aux Arts et aux Muses complété par Vision antique, Inspiration chrétienne et deux figures représentant le Rhône et la Saône ; et enfin le grand décor de l'amphithéâtre de la Sorbonne à Paris (1886-1889), qui développe le thème du Bois sacré. Chacun de ces décors donna lieu à des études, copies, répliques, cartons préparatoires qui popularisèrent l'œuvre de Puvis en particulier à l'étranger.

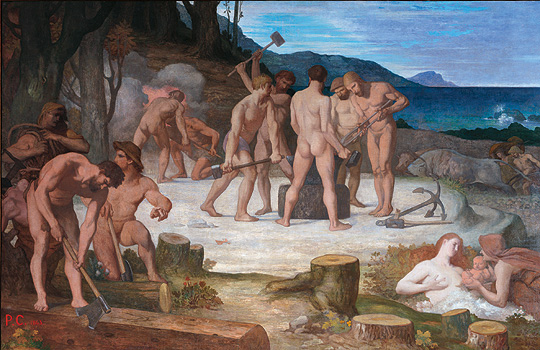
Le Travail (1863), Amiens, musée de Picardie.
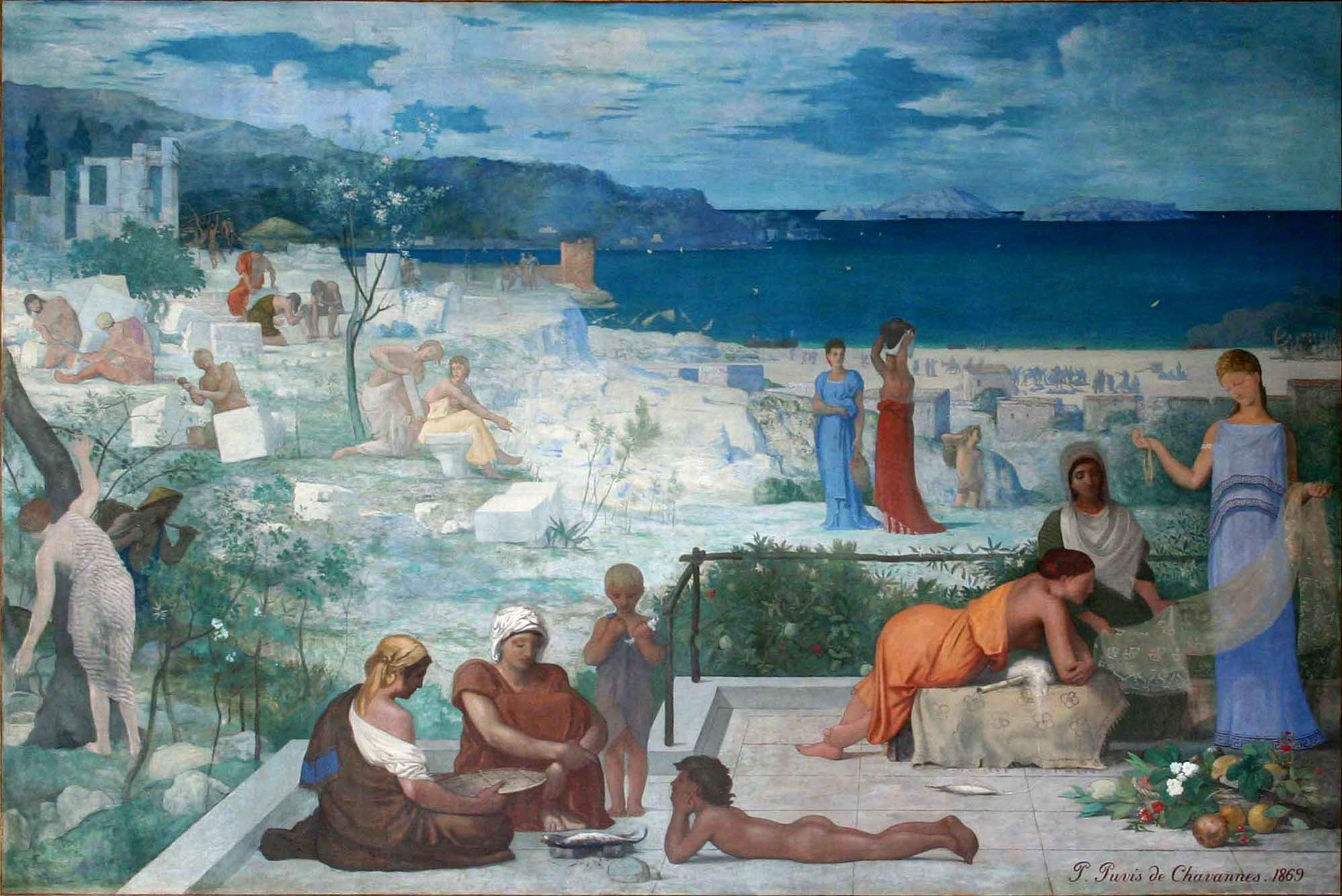
Marseille, colonie grecque (1869), musée des Beaux-Arts de Marseille.
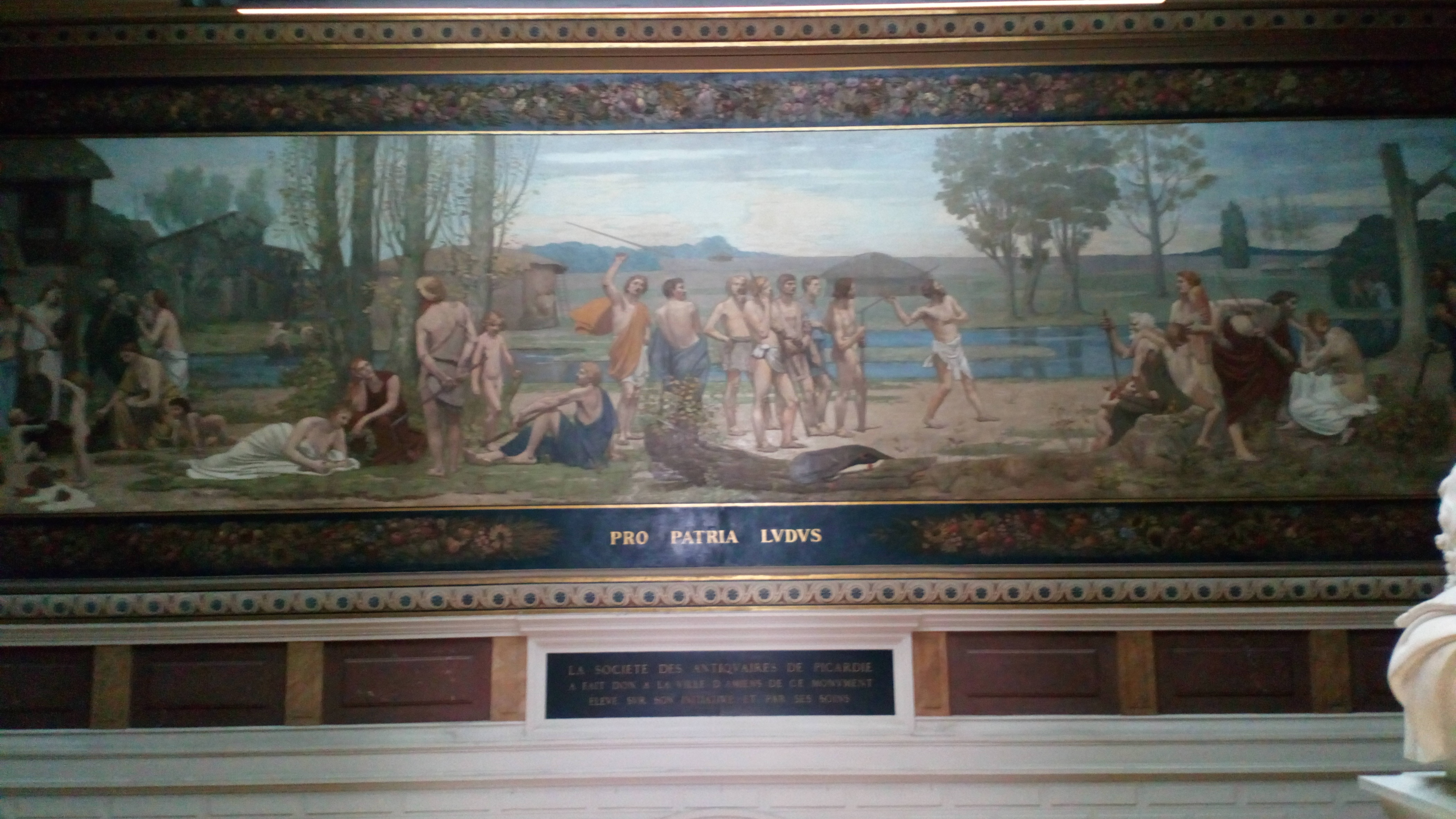
Pro Patria Ludus (Les Jeux pour la patrie) (1882), Amiens, musée de Picardie.
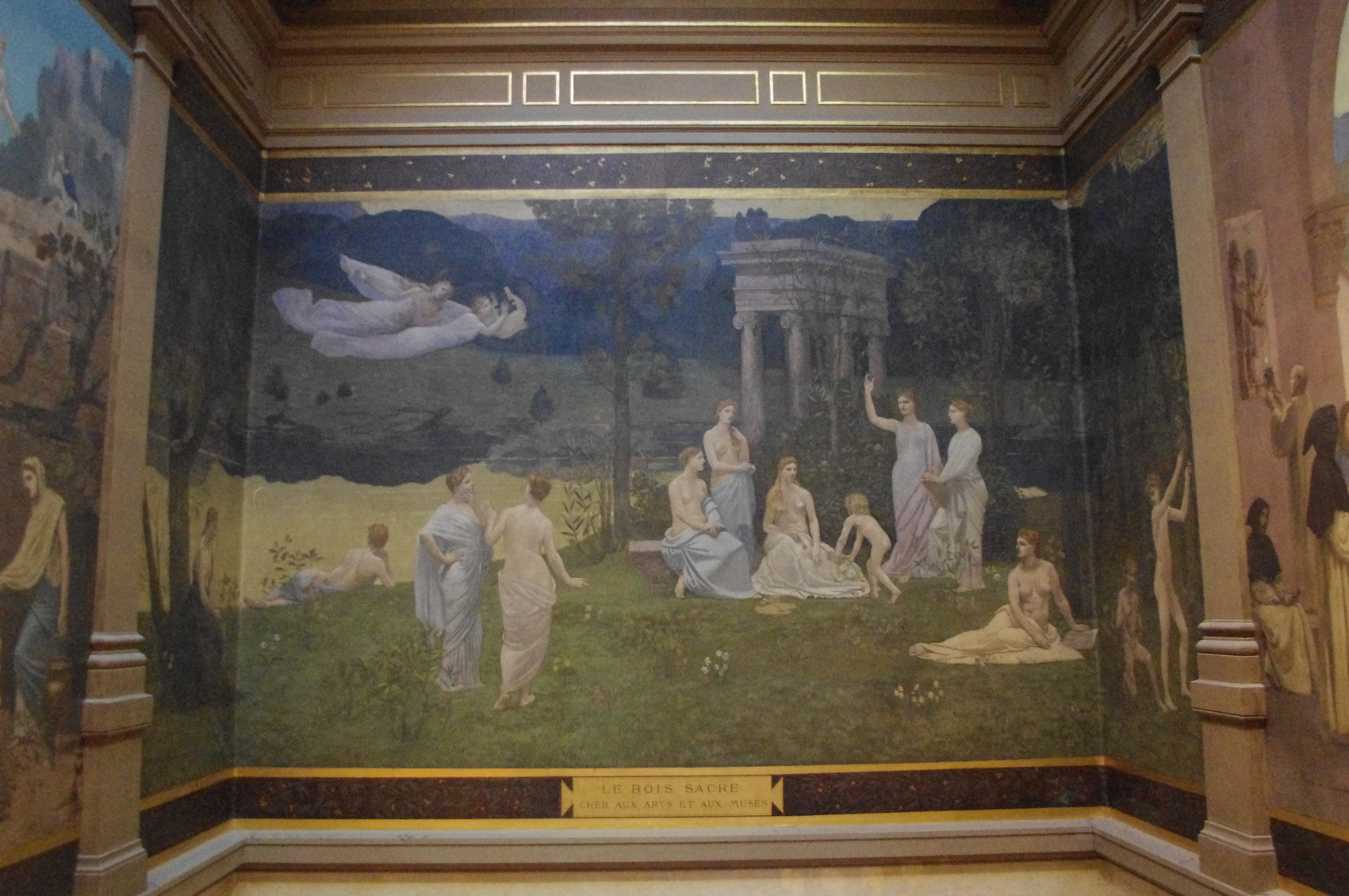
Le Bois sacré cher aux Arts et aux Muses (1884), escalier du musée des Beaux-Arts de Lyon.

#### Un peintre reconnu par la jeune génération
Par cette œuvre décorative immense, mais aussi avec des tableaux de chevalet d'un symbolisme novateur, il conquiert l'admiration d'une génération entière, influençant non seulement les idéalistes tels qu'Odilon Redon, Henri Martin, Alphonse Osbert, Alexandre Séon, Émile-René Ménard ou Ary Renan, mais aussi les nabis, Paul Gauguin, Georges Seurat, Maurice Denis, jusqu'au jeune Pablo Picasso dont nombre d'œuvres de jeunesse lui sont redevables.

### Président de la Société nationale des beaux-arts
En 1890, il refonde avec Jean-Louis-Ernest Meissonier, Carolus-Duran, Félix Bracquemond, Jules Dalou et Auguste Rodin la Société nationale des beaux-arts, dont il est successivement vice-président et président, à la suite de la mort de Jean-Louis-Ernest Meissonier. Précurseur dans les arts, y compris pour les artistes féminines, il est à l'initiative de l'achat par le gouvernement français du grand format Gamines de Louise Catherine Breslau en 1893.
Il est nommé chevalier de la Légion d'honneur en 1867, promu officier en 1877, puis commandeur en 1889. Il obtint la médaille d'honneur en 1882. Il épouse Marie Cantacuzène en 1898. Celle-ci meurt en août de la même année.
Il meurt le 24 octobre 1898 à son domicile, 89 avenue de Villiers  dans le 17e arrondissement de Paris . Il est enterré à sa mort au cimetière ancien de Neuilly-sur-Seine, puis transféré en 2018 au cimetière de Champagnat, en Saône-et-Loire, berceau de la famille Puvis de Chavannes. Sa chapelle frappée d'abandon en 2000 fut sauvée par l'intervention de l'historien Frédéric de Berthier de Grandry[réf. nécessaire], habitant alors à Neuilly-sur-Seine.

Jules Desbois, Monument à Puvis de Chavannes (1924), Paris (5e), square Samuel-Paty.
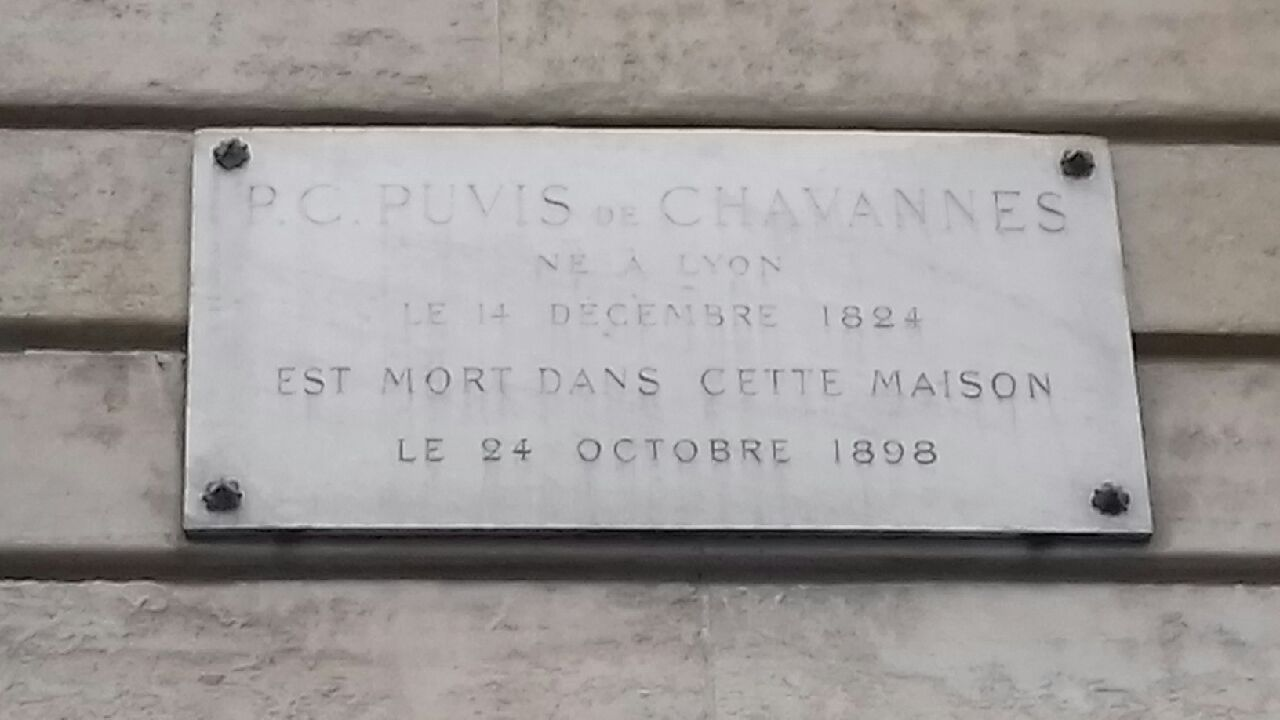
Plaque commémorative apposée au 89, avenue de Villiers à Paris.
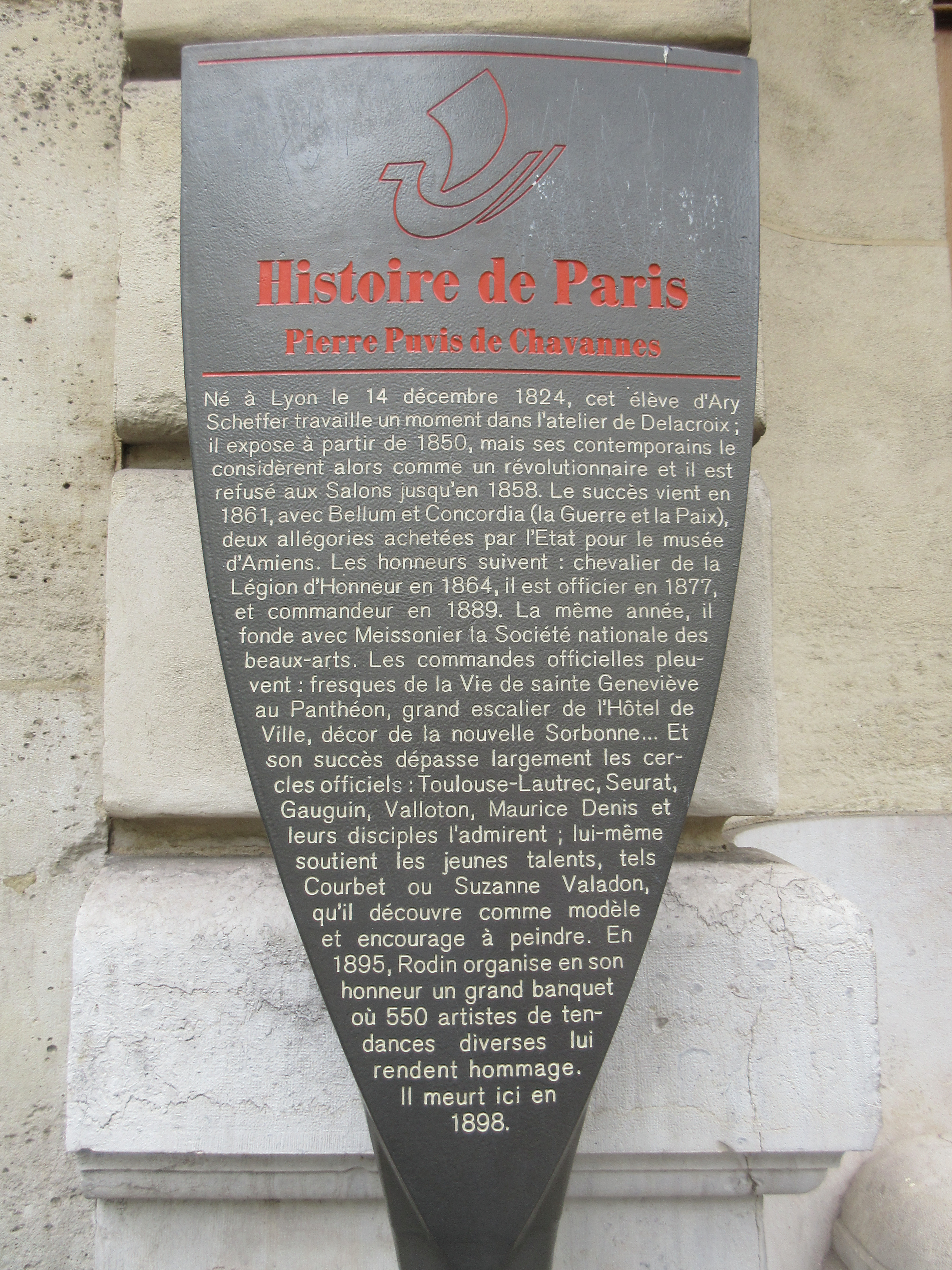
Panneau Histoire de Paris au 89, avenue de Villiers.

## Réception critique
En ce qui concerne l'appréciation de l'œuvre de sa vie, Puvis de Chavannes n'a jamais été bien compris par ses contemporains. Au début de sa carrière, la critique d'art était divisée en deux camps. Adoré des idéalistes, il était méprisé par les partisans des réalistes. Ce n'est qu'avec l'avènement du symbolisme que ces deux camps se sont unis, mais sans parvenir à une appréciation convaincante du peintre. La recherche actuelle a hérité de cette contradiction de la critique d'art et n'offre donc toujours pas une présentation convaincante de l'art de Puvis de Chavannes.

## Iconographie

Portraits de Pierre Puvis de Chavannes
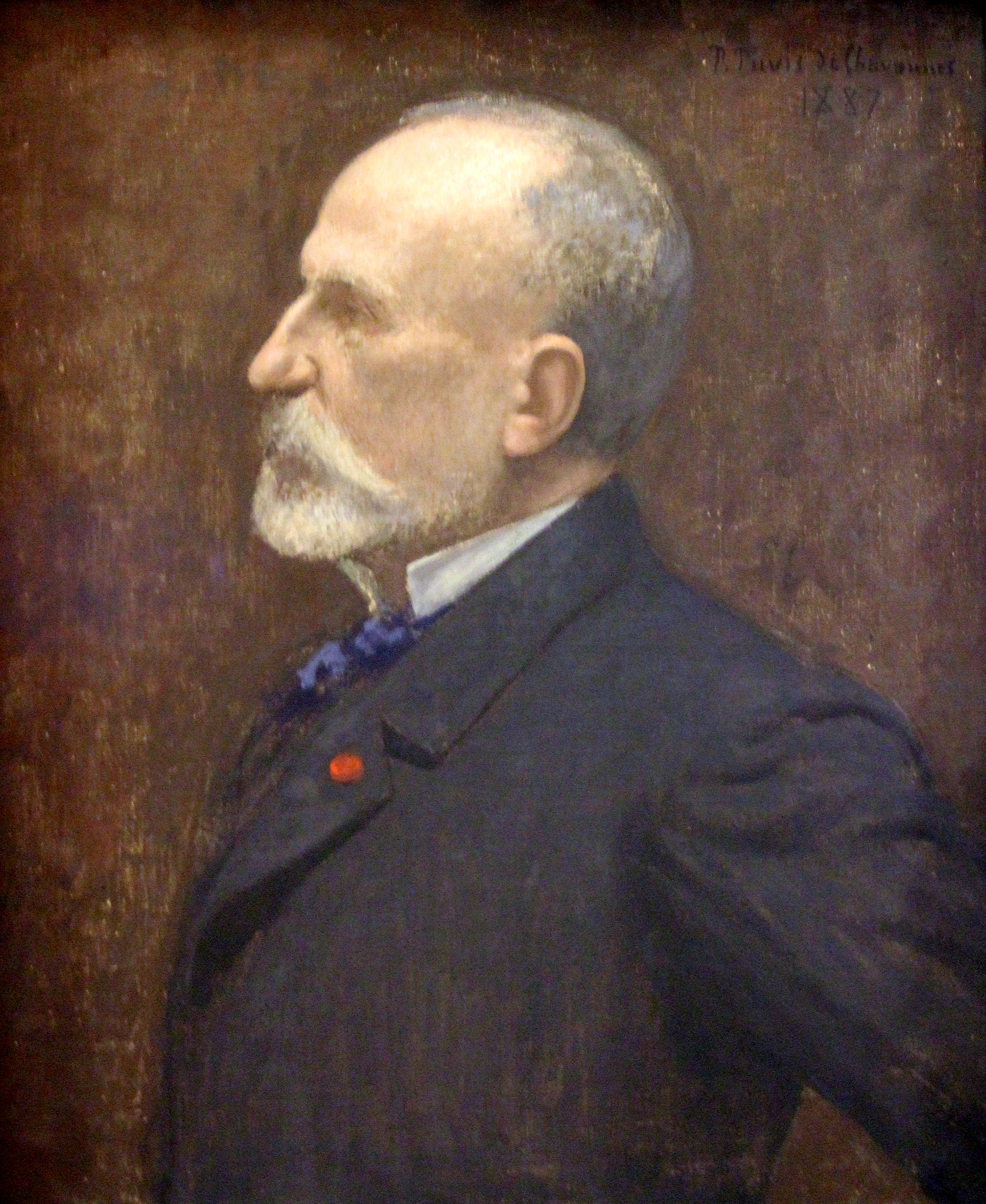
Autoportrait (1887), Florence, corridor de Vasari.
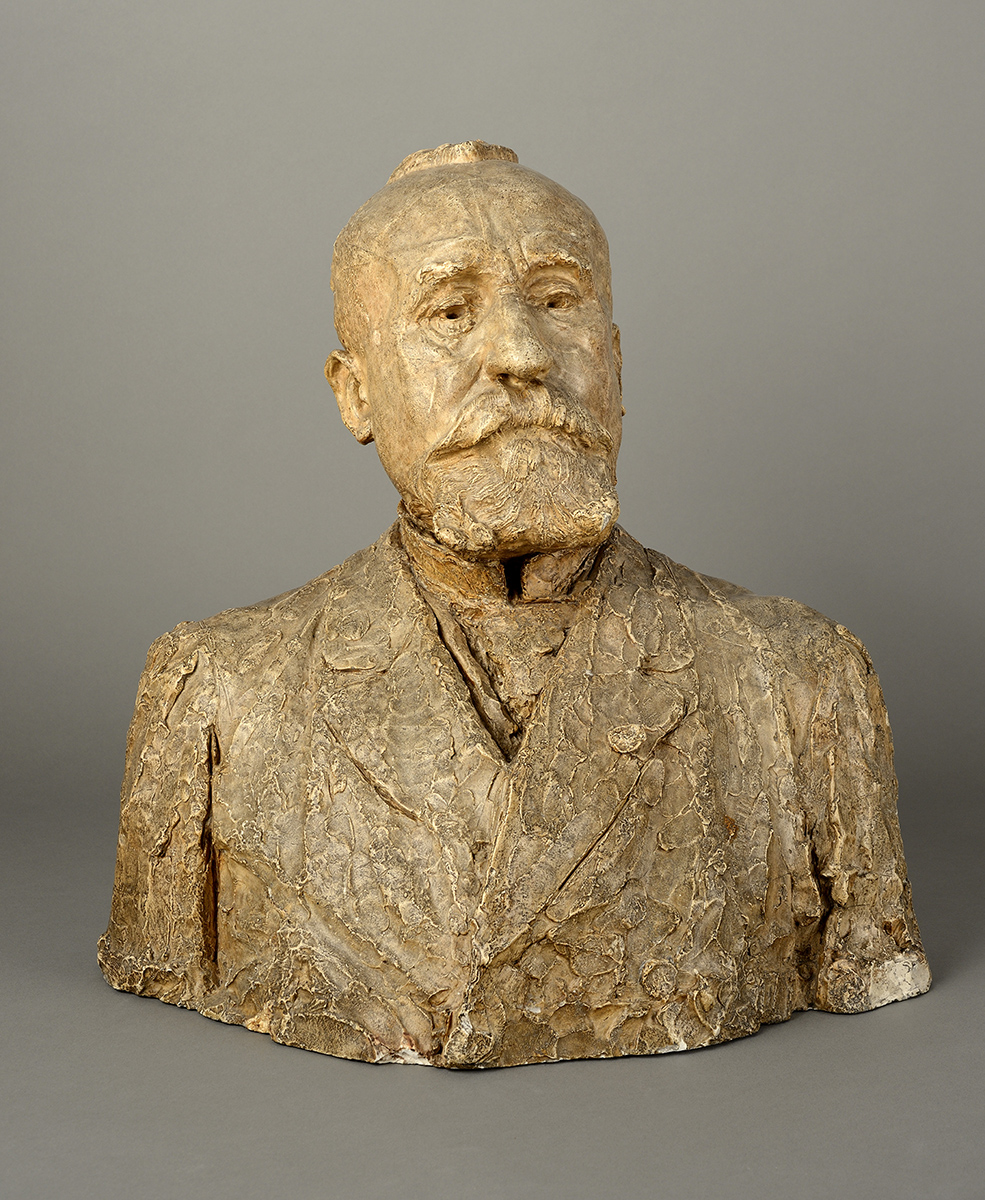
Auguste Rodin, Pierre Puvis de Chavannes, (buste de face), (1891), musée des Beaux-Arts de Lyon.
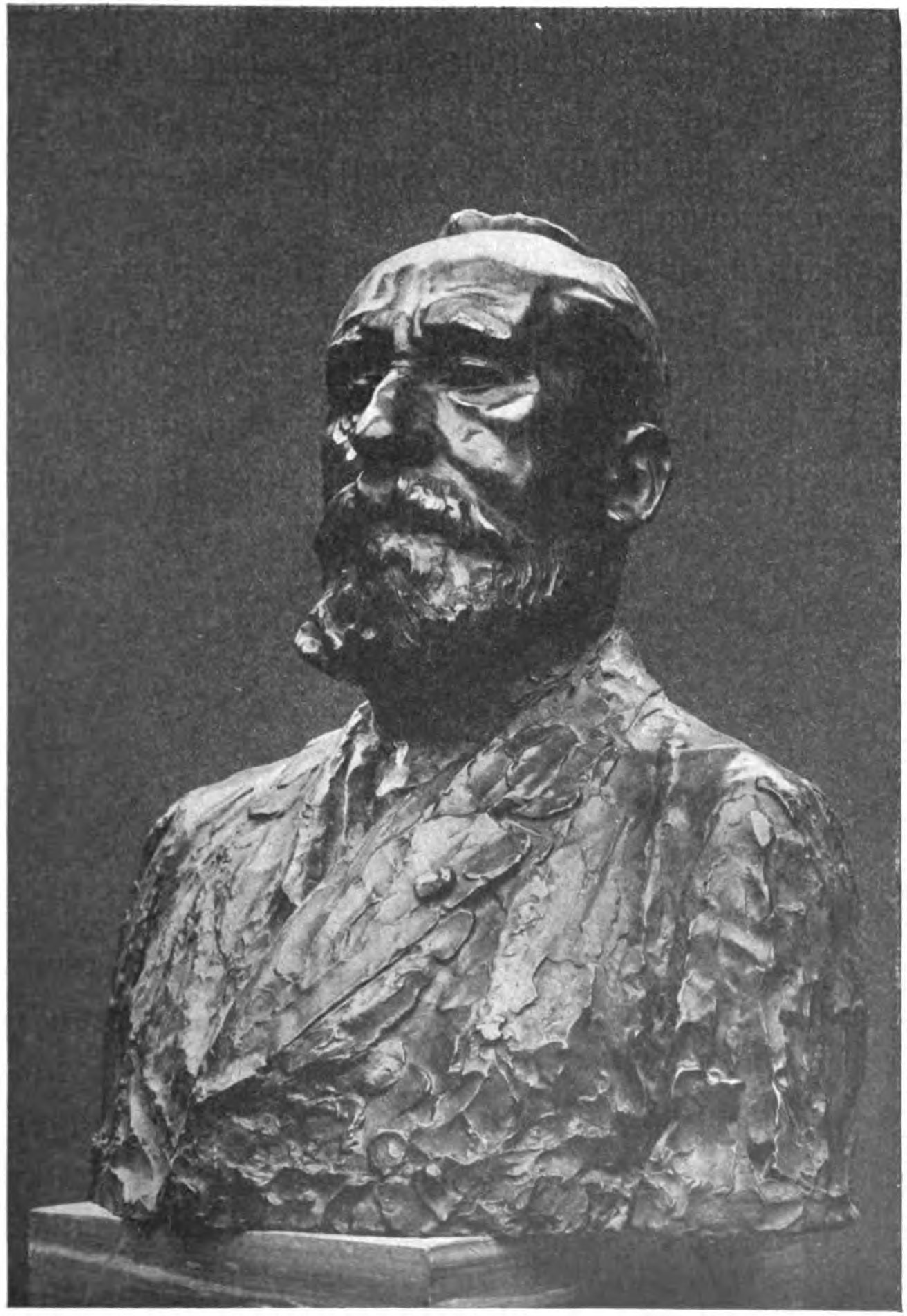
Auguste Rodin, Pierre Puvis de Chavannes (1891), Paris, musée Rodin.
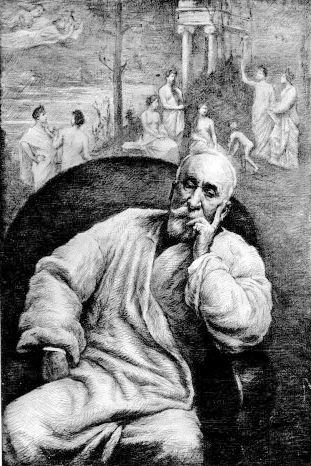
Marcellin Desboutin, Puvis de Chavannes (1895), pointe-sèche.
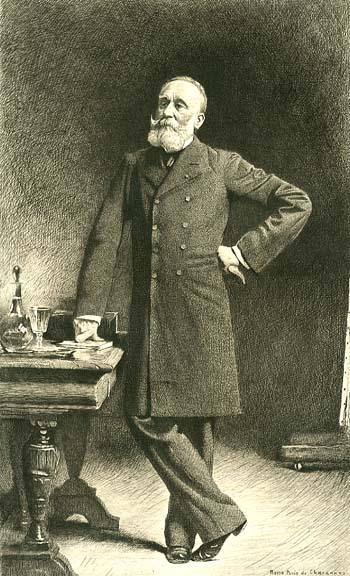
Léopold Flameng, Puvis de Chavannes, gravure d'après une huile sur toile de Léon Bonnat[13].
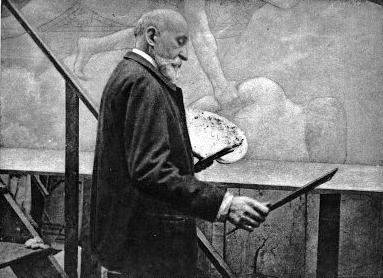
Puvis de Chavannes exécutant la décoration de l'hôtel de ville de Paris en 1894 (L'Artiste, juin 1894).

## Œuvres
- Jeune Noir à l'épée, 1850, huile sur toile, 105 × 73 cm, Paris, musée d'Orsay.
- Le Marchand de tortues, 1854, huile sur toile, 89 × 118 cm, Paris, musée d'Orsay.
- Les Glaneuses (ou Ruth et Boaz, ou Été), 1854, huile sur toile, musée municipal de Louhans[14].
- Saint-Sébastien, 1854, huile sur toile, 61,5 × 51 cm, Paris, musée d'Orsay.
- La Madeleine, 1857, musée des beaux-arts d'Angers[15].
- Christ-aux-outrages ou Christ au prétoire, 1858, église de Champagnat (Saône-et-Loire)[16], tableau classé au titre des monuments historiques en 1978.
- Retour de Chasse, 1859, 345 × 295 cm, Marseille, musée des beaux-arts de Marseille (inv. 214).
- Décoration du musée de Picardie à Amiens :
  - escalier d'honneur :
    - Pro Patria Ludus (1882) spécialement conçue pour l'escalier d'honneur du musée ;
    - Le Repos, 1862 ;
    - Le Travail, 1863 ;
    - Ave Picardia Nutrix, 1865 ;
    - L'Étude ;
    - La Contemplation ;

  - galerie d'honneur du premier étage :
    - Concordia, 1861 ;
    - Bellum, 1861 ;
    - La Fileuse ;
    - Le Moissonneur ;
- L'Automne, 1865, huile sur toile, 105 × 150 cm, Cologne, Wallraf-Richartz Museum.
- L'Automne, 1865, huile sur toile, 285 × 226 cm, Lyon, musée des Beaux-Arts (Inv. A2963).
- Décoration du salon de l'hôtel parisien de Claude Vignon :
  - L'Histoire, 1866, huile sur toile, 271 × 153,5 cm, Paris, musée d'Orsay (Inv. MNR 973 A) ;
  - La Vigilance, 1866, huile sur toile, 271,4 × 104 cm, Paris, musée d'Orsay (Inv. MNR 973 B) ;
  - Le Recueillement, 1866, huile sur toile, 271 × 104 cm, Paris, musée d'Orsay (Inv. MNR 973 C) ;
  - La Fantaisie, 1866, huile sur toile, Kurashiki, musée d'art Ōhara.
- Le Sommeil, 1867, huile sur toile, 381 × 600 cm, Lille, palais des Beaux-Arts.
- Décoration du palais Longchamp à Marseille, commandée en 1867 par la Ville de Marseille : 
  - Marseille, colonie grecque, 1869, huile sur toile, 423 × 565 cm (inv. 884) ;
  - Marseille, porte de l'Orient, 1869, huile sur toile, 423 × 565 cm (inv. 885).
- La Décollation de saint Jean-Baptiste, vers 1869, huile sur toile, Londres, National Gallery.
- Le Ballon, 1870, huile sur toile, 136,7 × 86,5 cm, Paris, musée d'Orsay (Inv. RF 1987 21)[N 2].
- Le Pigeon, 1871, huile sur toile, 136,7 × 86,5 cm, Paris, musée d'Orsay (Inv. RF 1897 22)[N 3].
- Vue sur le château de Versailles et l'Orangerie, 1871, huile sur toile, 32,5 × 46,3 cm, Paris, musée d'Orsay (Inv. RF 2003 12).
- L'Espérance, 1871-1872, huile sur toile, 70,5 × 82 cm, Paris, musée d'Orsay.
- La Mort et les jeunes filles, 1872, huile sur toile, 146 × 105 cm, Williamstown, Clark Art Institute[17].
- L'Été, 350 × 507 cm, 1873, musée des Beaux-Arts de Chartres[18],[19].
- décoration de l'hôtel de ville de Poitiers, 1874 :
  - Charles Martel sauvant la chrétienté par sa victoire sur les Sarrasins, 1874 ;
  - Sainte Radegonde écoutant une lecture du poète Fortunat, 1874.
- Jeunes Filles au bord de la mer, 1879, huile sur toile, 205,4 × 156 cm, Paris, musée d'Orsay (Inv. 1970 34)[20].
- Vie de sainte Geneviève, 1879, Fogg Art Museum, Cambridge.

- Le Pauvre Pêcheur, 1881, huile sur toile, 154,7 × 192,5 cm, Paris, musée d'Orsay (Inv. RF 506).
- Pro Patria Ludus, 1882, Amiens, musée de Picardie.
- Doux Pays, 1882, 230 × 428 cm, Bayonne, musée Bonnat-Helleu.
- La Toilette, 1883, huile sur toile, 74,5 × 62,7 cm, Paris, musée d'Orsay (Inv. RF 3692).
- Le Rêve, 1883, huile sur toile, 82 × 102 cm, Paris, musée d'Orsay (Inv. RF 1685).
- Portrait de Marie Cantacuzène, 1883, huile sur toile, Lyon, musée des Beaux-Arts.
- Décoration pour le palais des Arts, commandée en 1883 par la Ville de Lyon :
  - Le Bois sacré cher aux arts et aux muses, 1884, huile sur toile, 460 × 1 040 cm (Inv. B355) ;
  - Vision antique, 1885, huile sur toile, 460 × 578 cm (Inv. B356) ;
  - Inspiration chrétienne, 1885, huile sur toile.
- Femme sur la plage, 1887, huile sur toile, 75 × 75 cm, Saint-Pétersbourg, musée de l'Ermitage.
- Autoportrait, 1887, huile sur toile, Florence, Corridor de Vasari.
- La Jeune Mère ou la Charité, vers 1887, huile sur toile, 56 × 47 cm, Paris, musée d'Orsay (Inv. RF 2003 4).
- Décor du grand amphithéâtre de la Sorbonne à Paris : Le Bois sacré, 1884-1889, huile sur toile.
- Inter artes et naturam, 1890, Rouen, musée des Beaux-Arts.
- Les Baigneuses, vers 1890, huile sur toile, 55,4 × 35,5 cm, Toronto, Musée des beaux-arts de l'Ontario.
- Décoration de l'hôtel de ville de Paris :
  - L'Été, 1891, huile sur toile, 150 × 232 cm, Cleveland, Cleveland Museum of Art ;
  - L'Hiver, 1891-1892.
- La Gardeuse de chèvres, 1893, huile sur toile, 86 × 54 cm, Mâcon, musée des Ursulines (Inv. A.1037).
- Décoration de la bibliothèque publique de Boston :
  - Muses inspiratrices acclamant le génie messager de la lumière, 1894-1896 ;
  - Homère (la Poésie épique), 1896, huile sur toile, 126 × 62 cm, Boston, musée des Beaux-Arts ;
  - Orphée, 1896, huile sur toile, 67 × 46,5 cm, Oslo, Nasjonalgalleriet.
- La Madeleine, 1897, huile sur toile, 116,5 × 89,5 cm, musée des Beaux-Arts de Budapest.
- Décoration du Panthéon de Paris, Vie de sainte Geneviève, 1898 :
  - Sainte Geneviève soutenue par sa pieuse sollicitude veille sur la ville endormie, 1898.
- non daté :
  - Portrait de femme, sanguine et rehauts de craie blanche sur papier beige, 23,9 × 9,5 cm, Paris, École nationale supérieure des beaux-arts[21]. Cette feuille fait partie d’un ensemble de 88 dessins offerts en 1883 à Antoine-Nicolas Bailly. L'absence de dédicace faisant mention du nom du modèle montre qu'il s'agissait certainement d'une femme connue du destinataire et de l'artiste, à savoir Suzanne Valadon, qui était depuis 1880 l’un de ses modèles préférés[22] ;
  - Femme en pied tenant une écuelle : étude de figure pour l’“Enfance de sainte Geneviève”, pierre noire, rehauts de blanc, mise au carreau à la sanguine et à la pierre noire sur papier, 45 × 17 cm, Paris, École nationale supérieure des beaux-arts[23],[24].

## Galerie

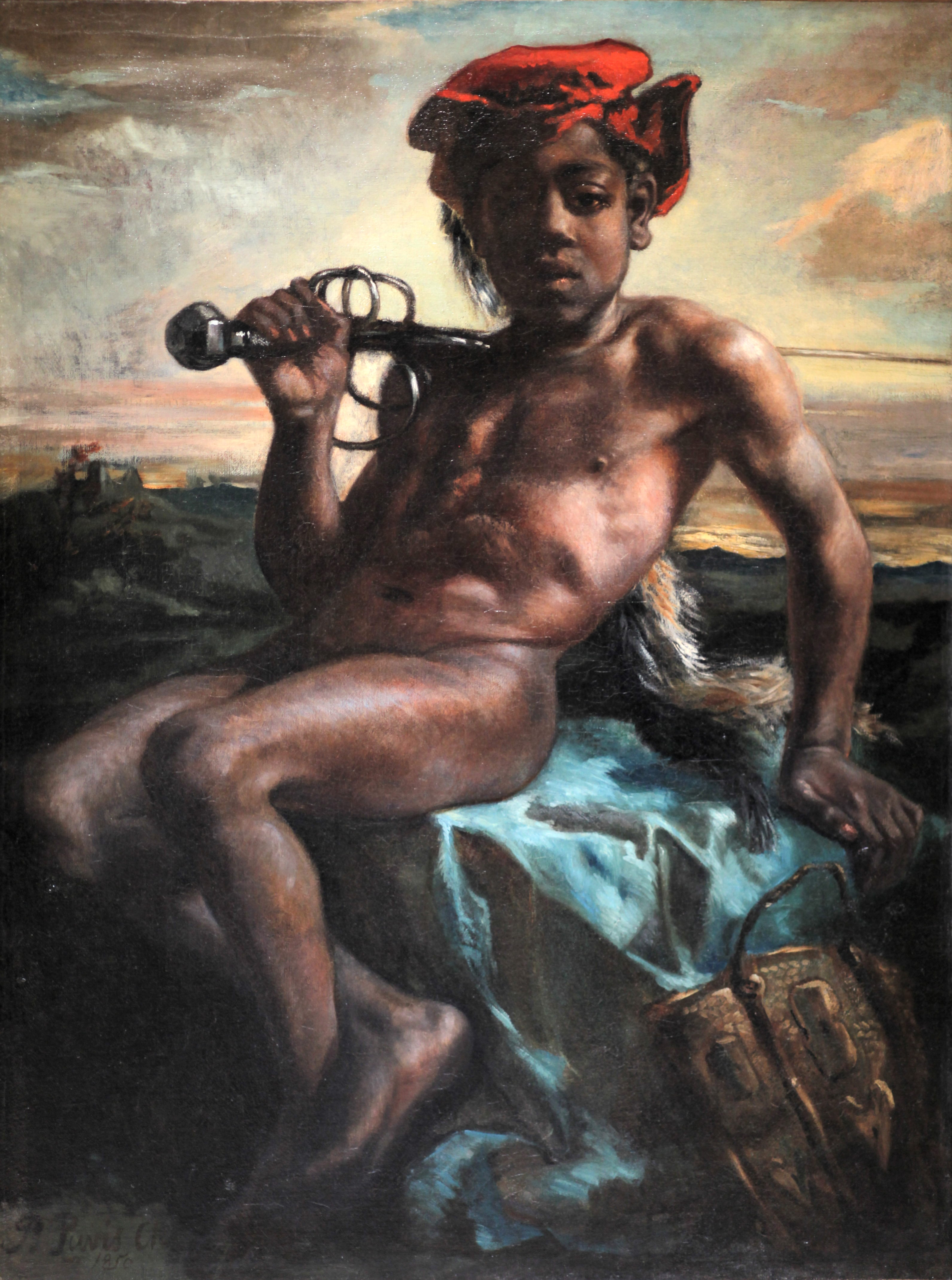
Jeune Noir à l'épée (1850), Paris, musée d'Orsay.
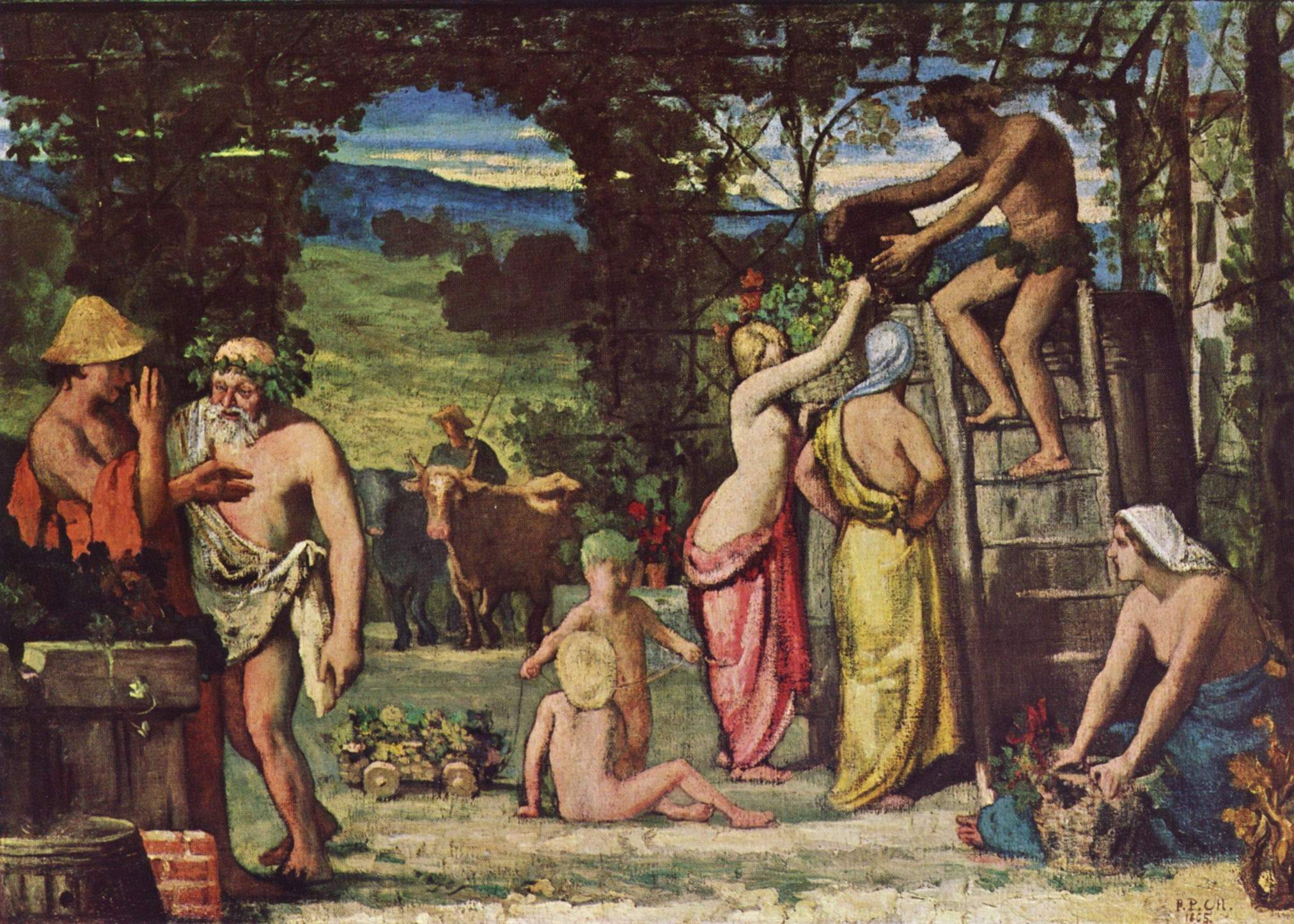
L'Automne (1865), Cologne, Wallraf-Richartz Museum.
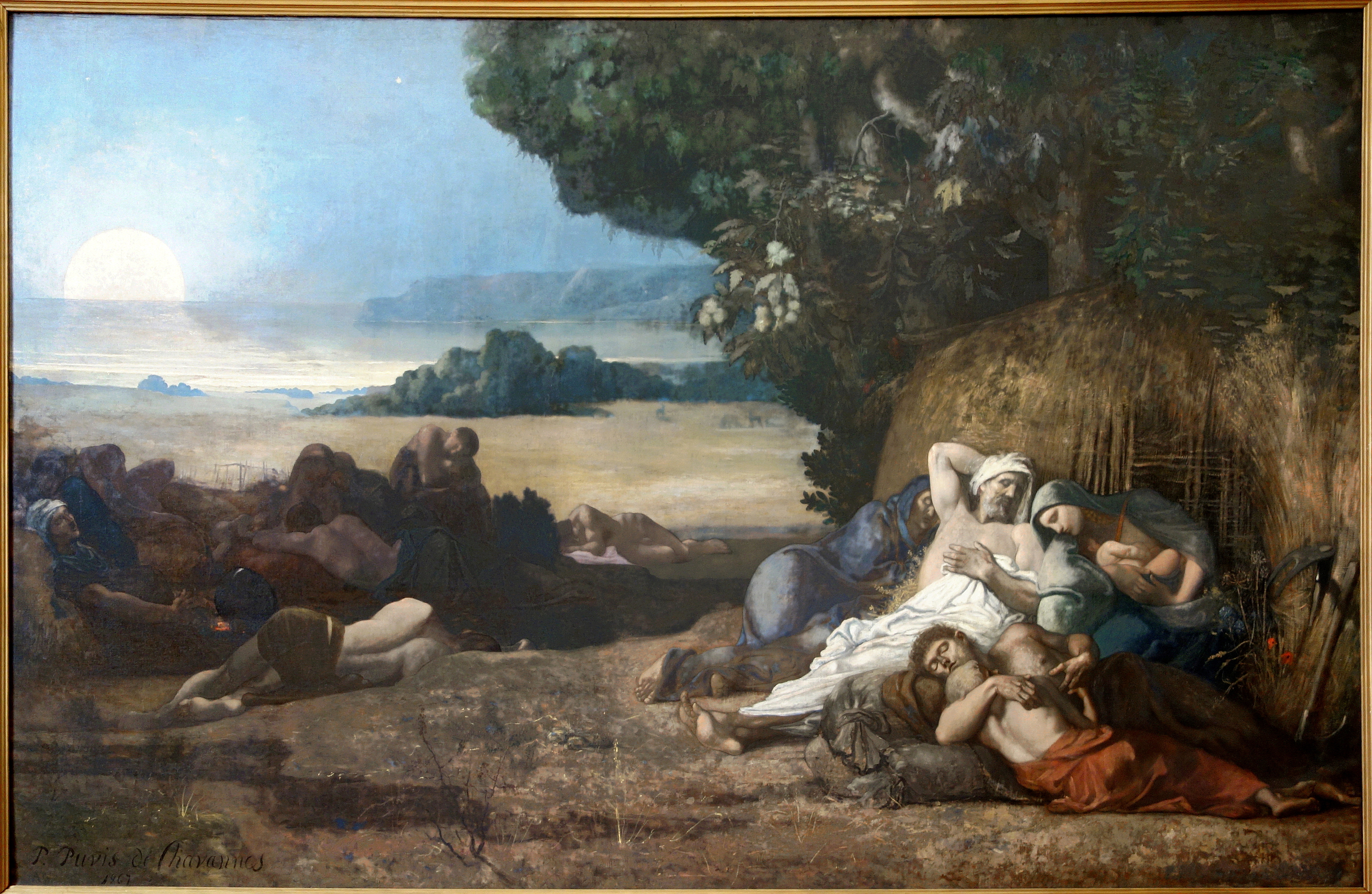
Le Sommeil (1867), palais des Beaux-Arts de Lille.
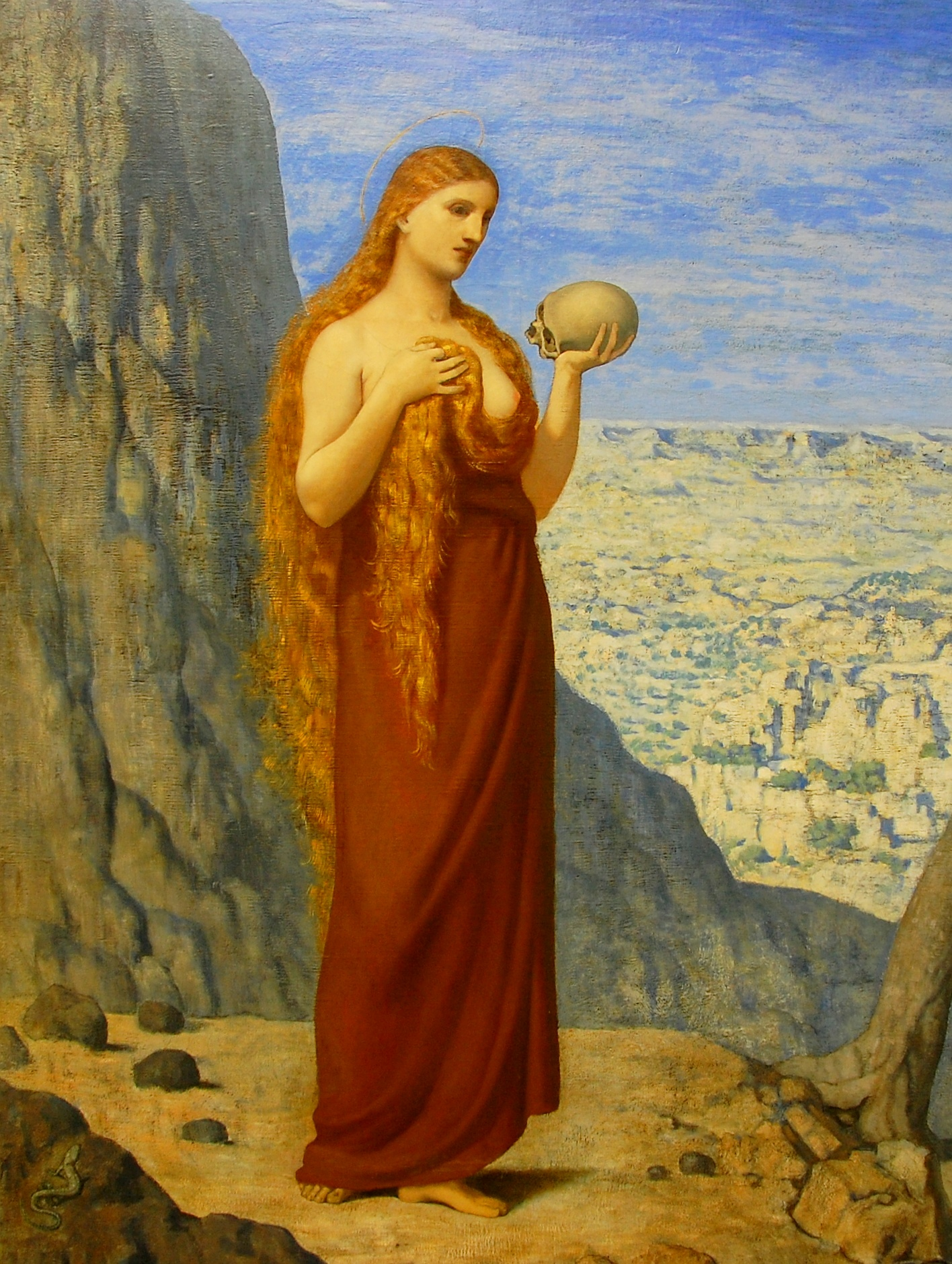
Marie Madeleine au désert (1869), Francfort-sur-le-Main, musée Städel.
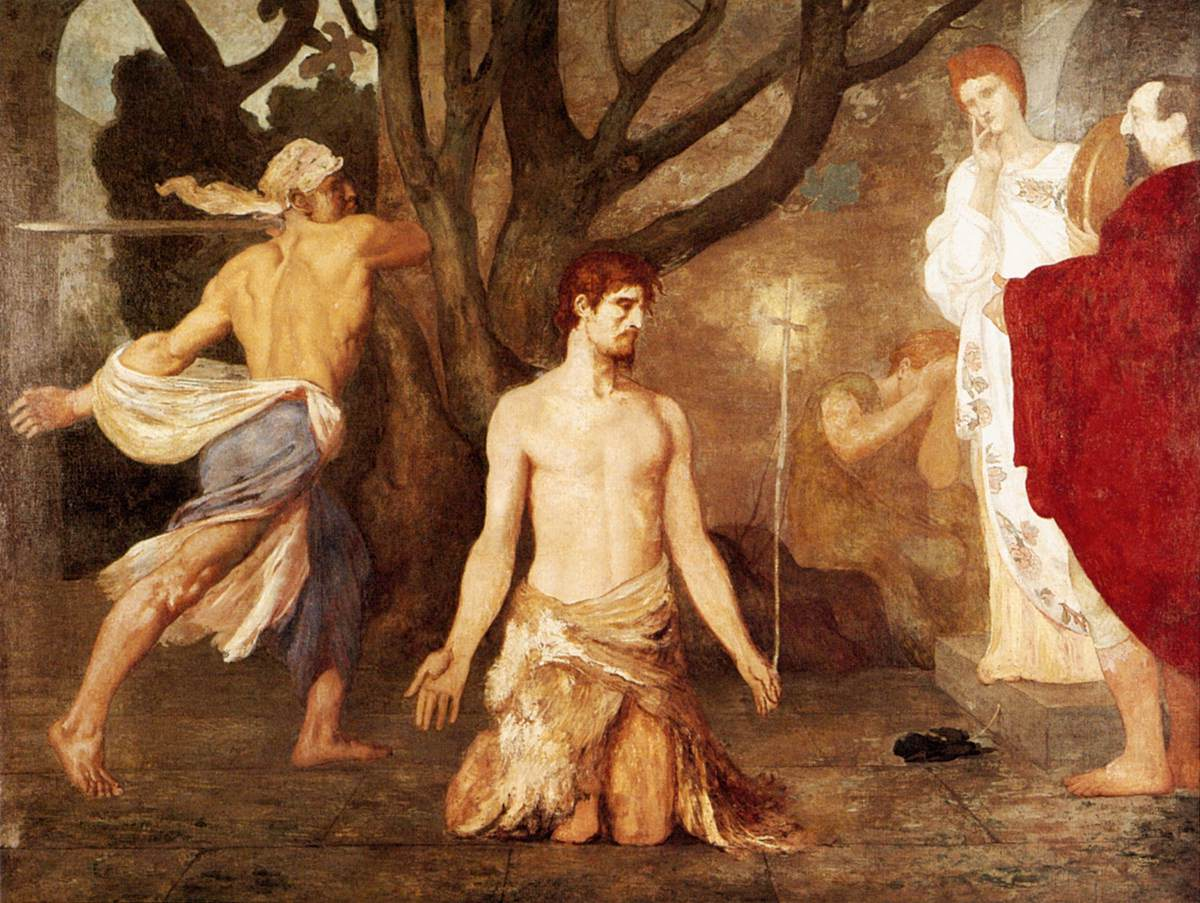
La Décollation de saint Jean-Baptiste (vers 1869), Londres, National Gallery.
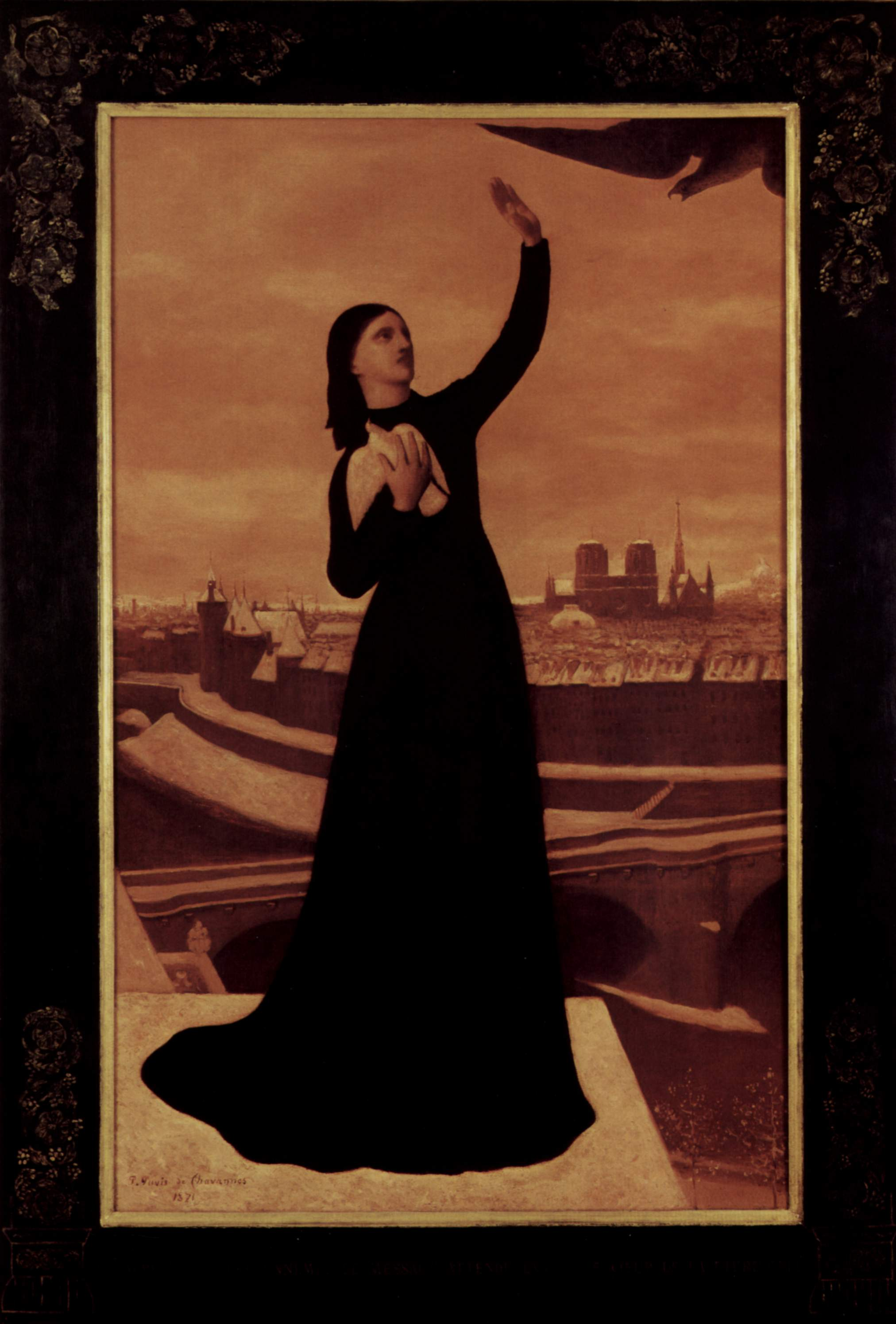
Le Pigeon (1871), Paris, musée d'Orsay.
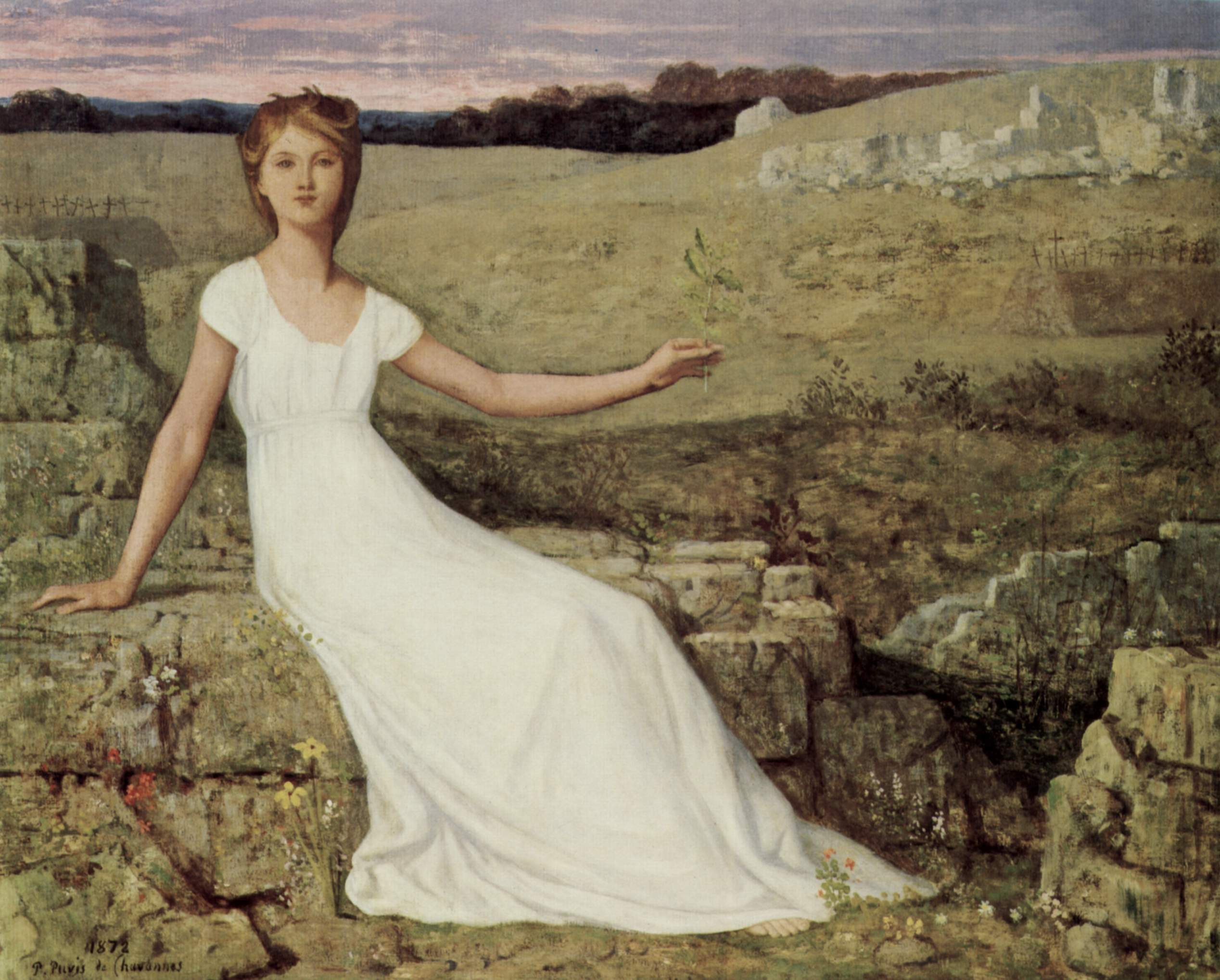
L'Espérance (1872), Paris, musée d'Orsay.
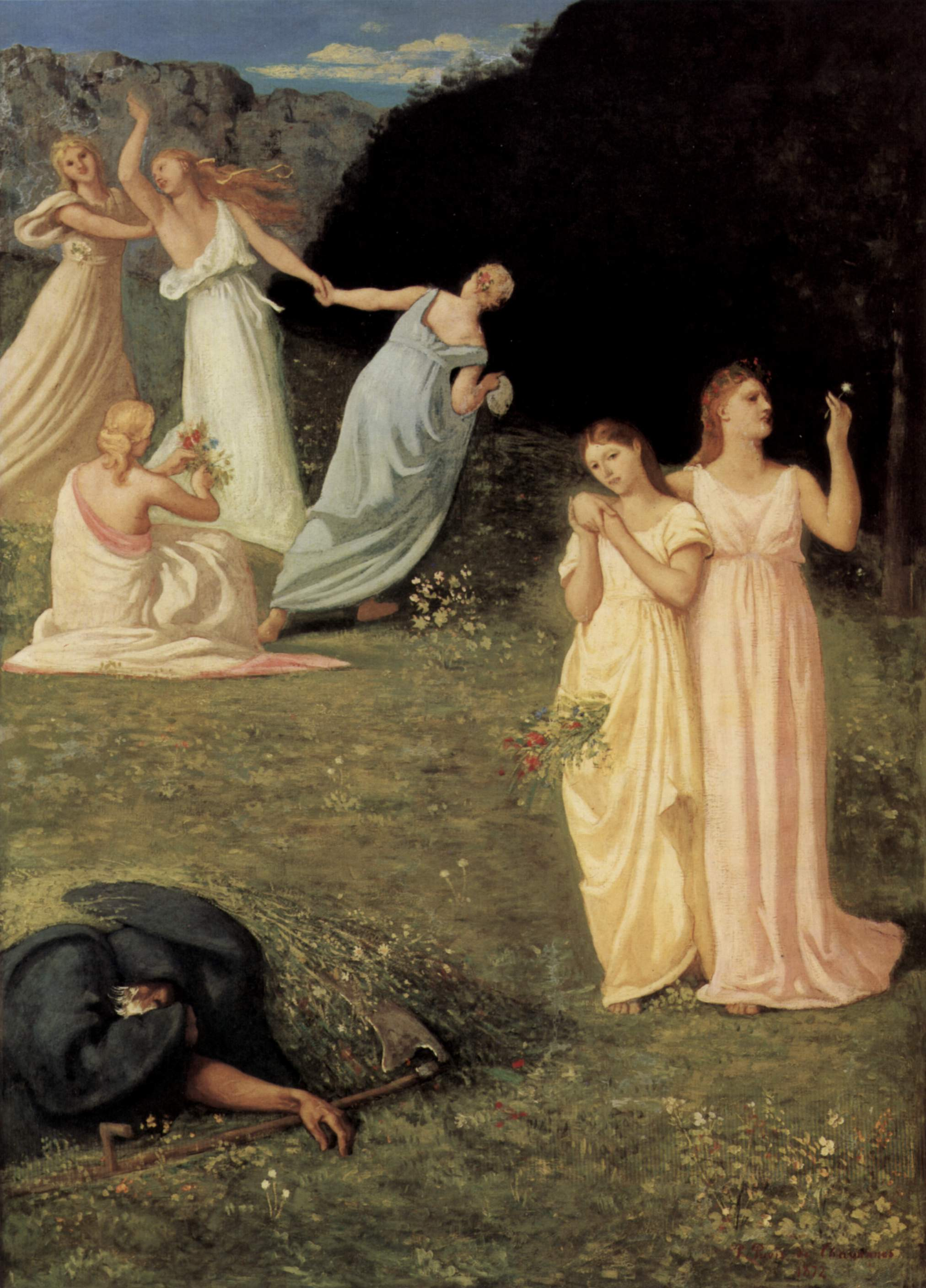
La Mort et les jeunes filles (1872), Williamstown, Clark Art Institute.
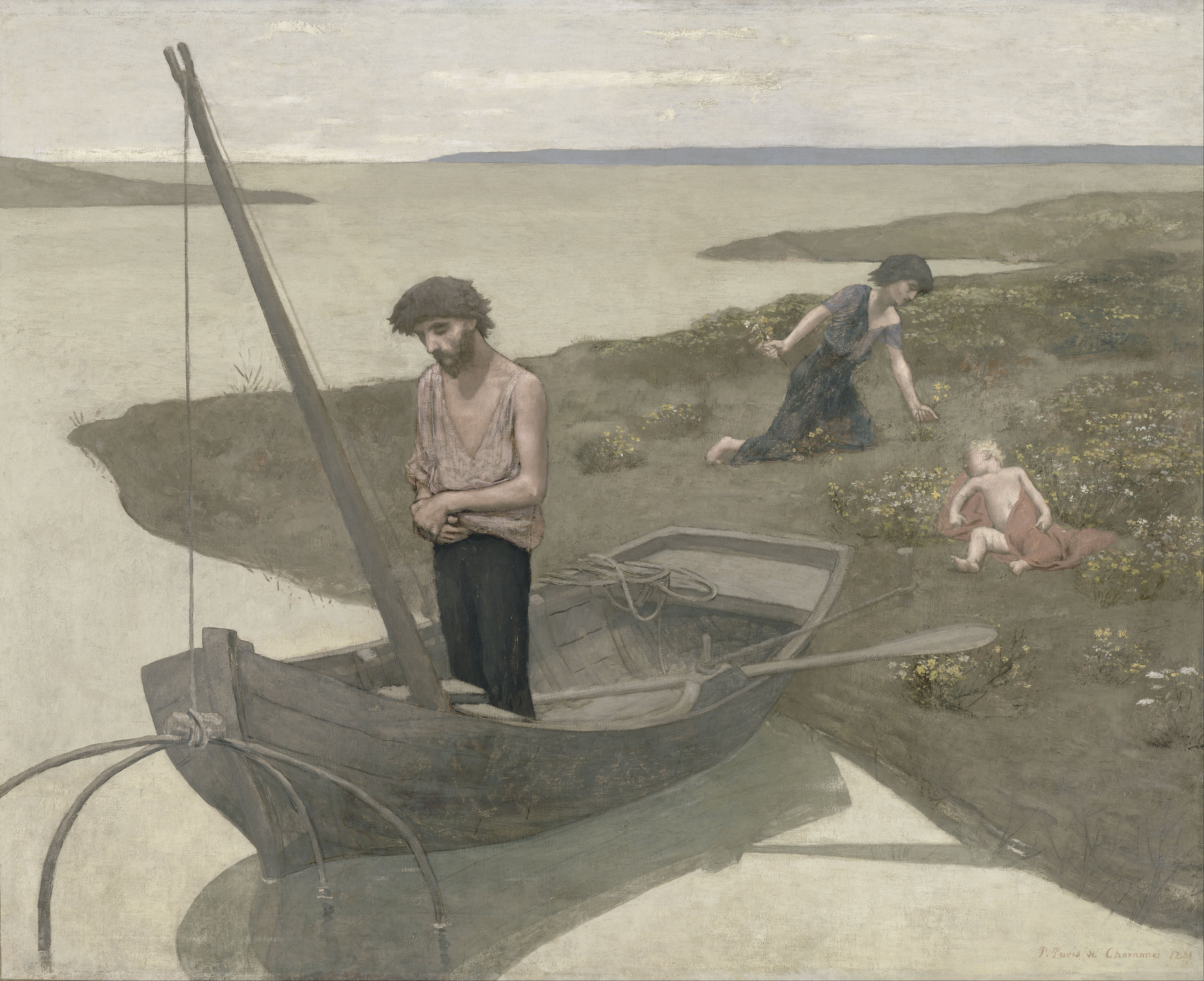
Le Pauvre Pêcheur (1881), Paris, musée d'Orsay.
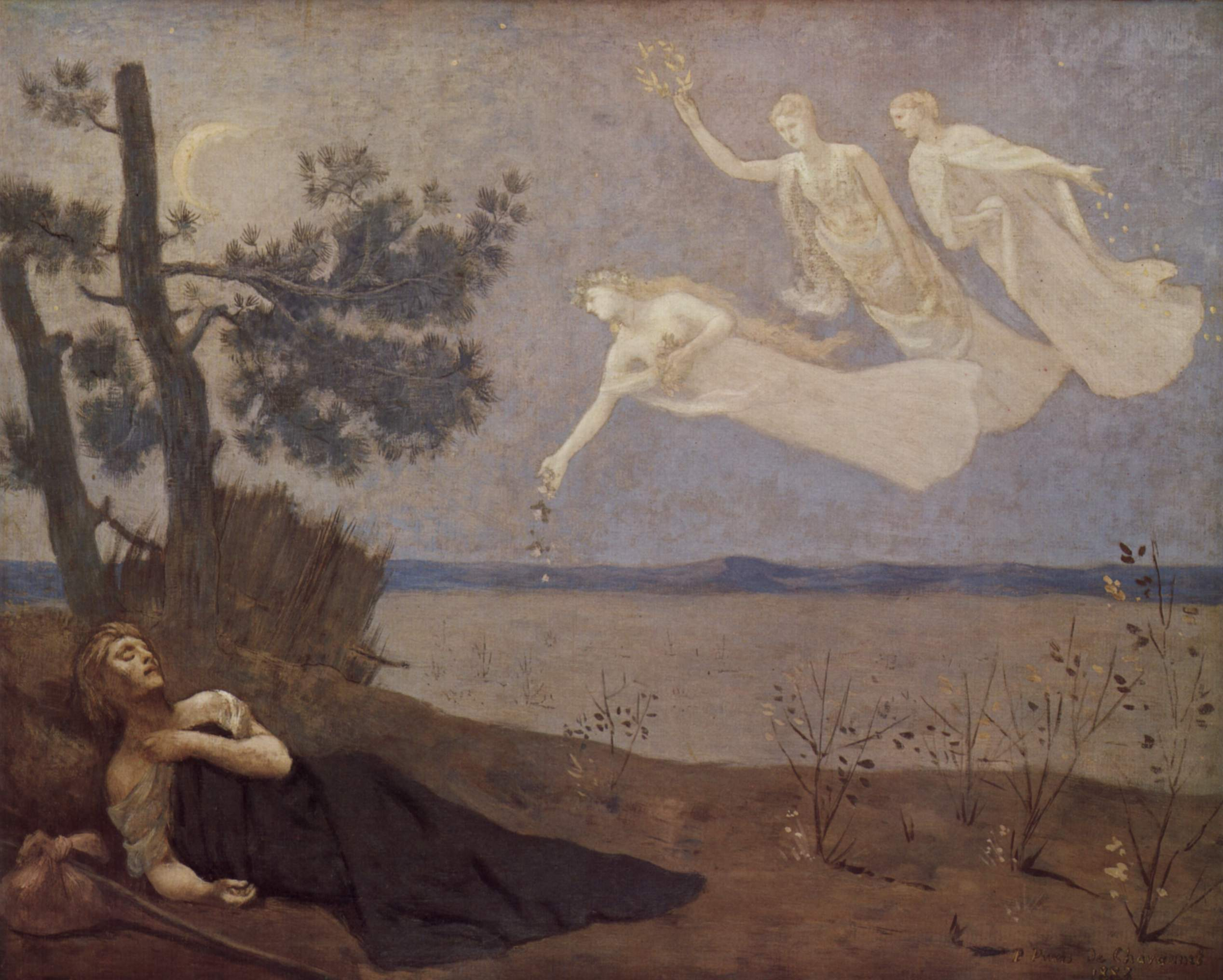
Le Rêve (1883), Paris, musée d'Orsay.
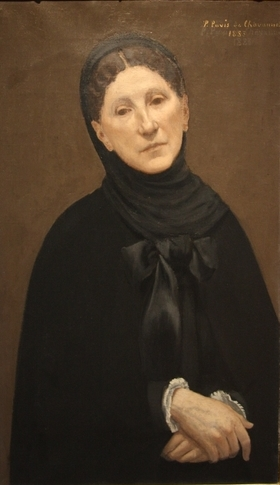
Portrait de Marie Cantacuzène (1883), musée des Beaux-Arts de Lyon.
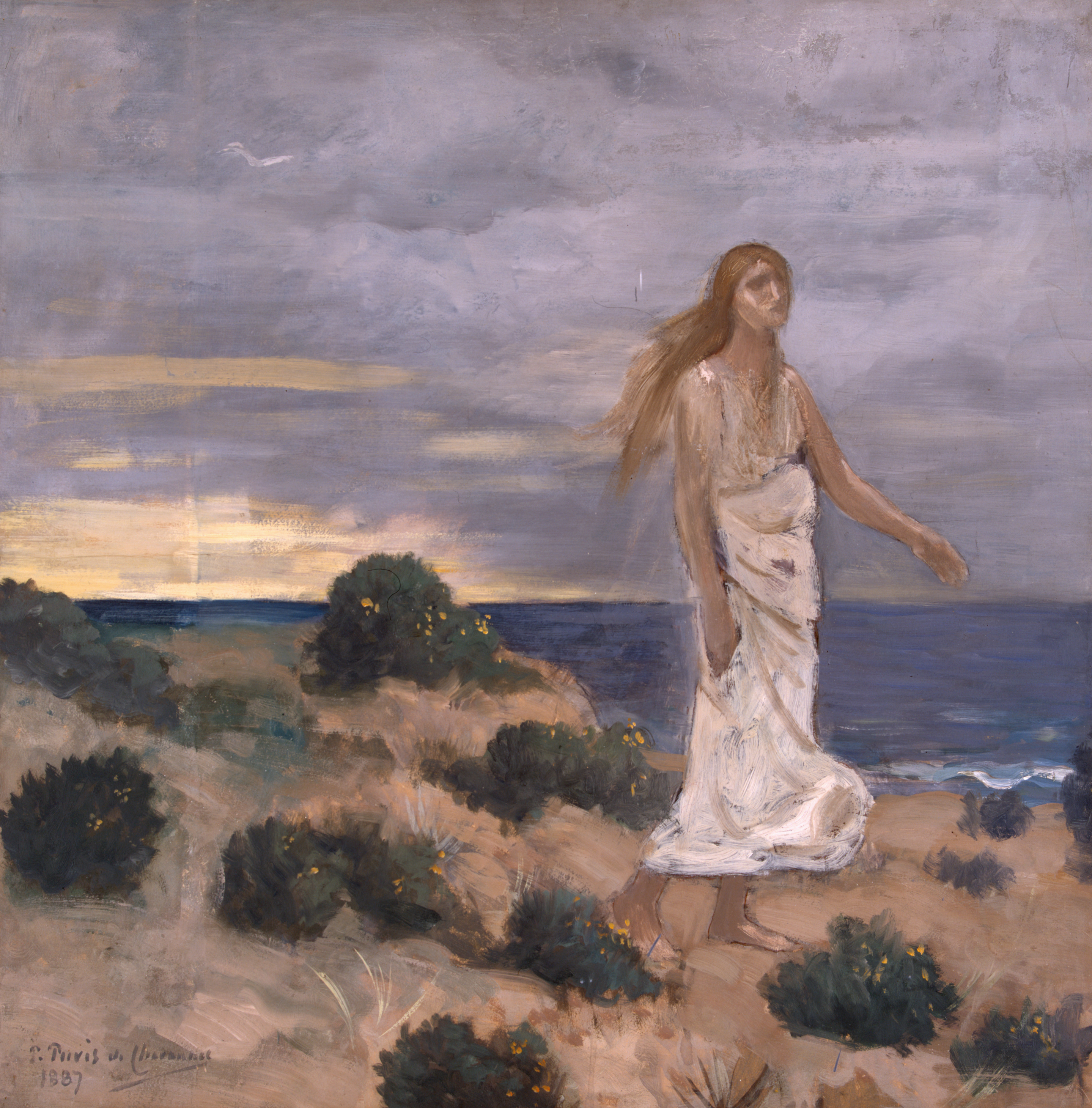
Femme sur la plage (1887), Saint-Pétersbourg, musée de l'Ermitage.
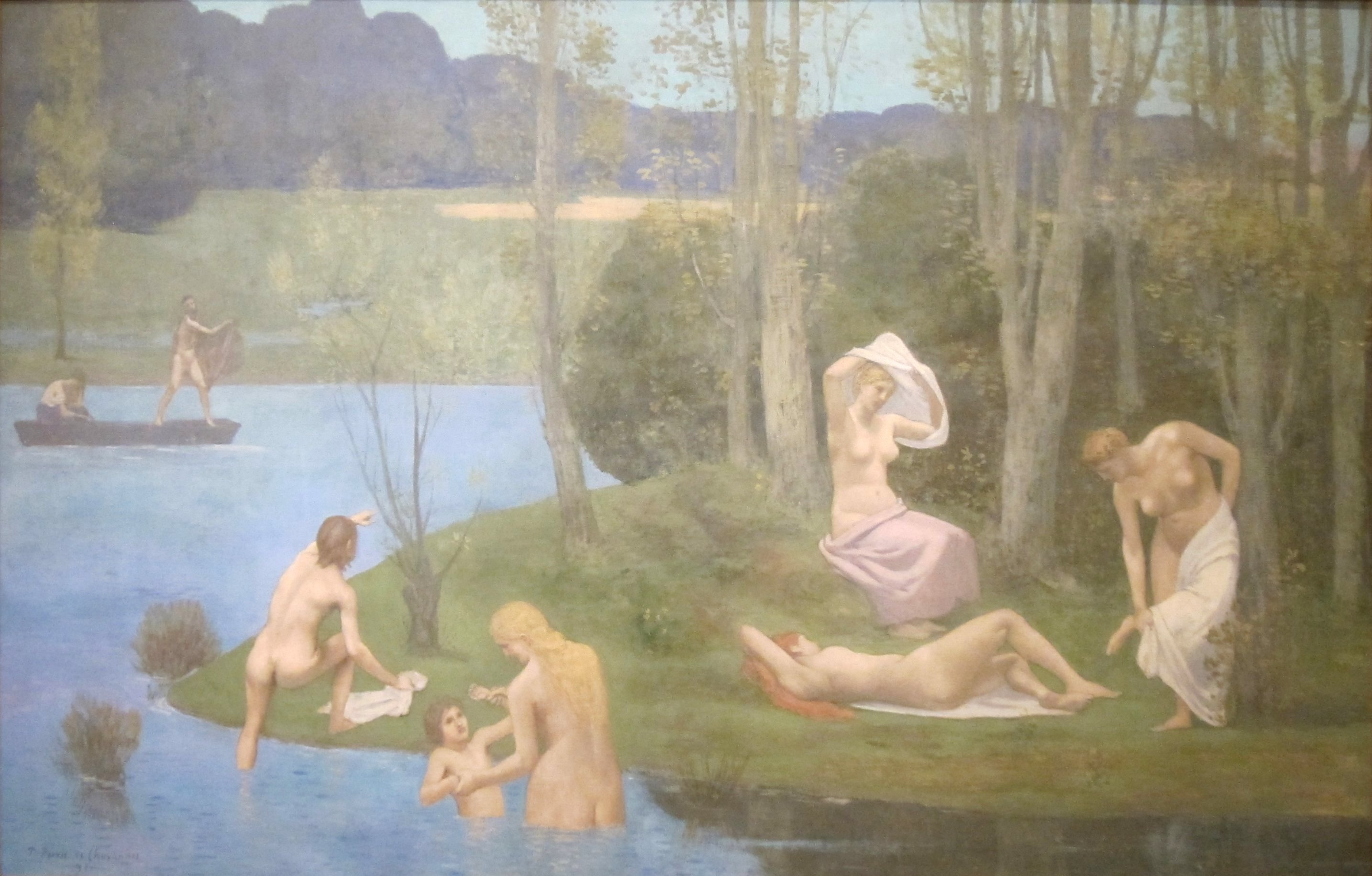
L'Été (1891), Cleveland, Cleveland Museum of Art.
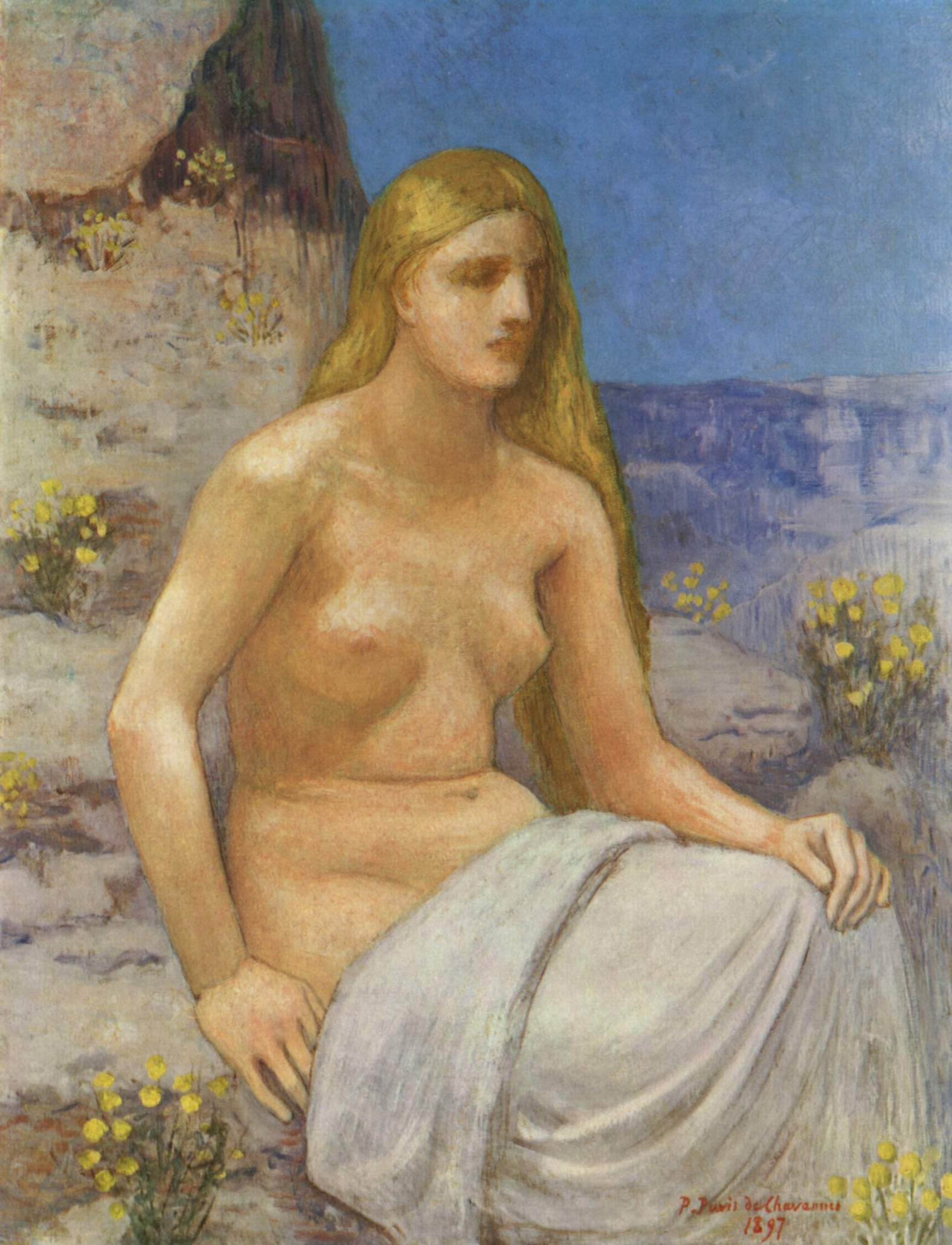
La Madeleine (1897), musée des Beaux-Arts de Budapest.
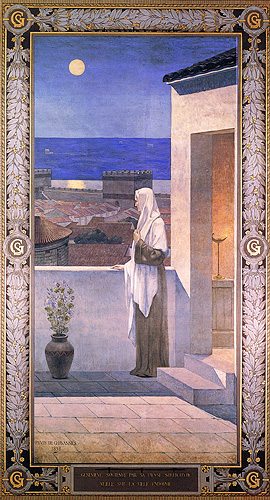
Sainte Geneviève veillant sur Paris (1898), Panthéon de Paris.

## Élèves
- Anna Kirstine Ancher.
- Paul Baudoüin (1844-1931), dès 1874.
- Paul Bocquet (1866-1947).
- Charles Cottet.
- Louis-Robert de Cuvillon
- Marie Gautier.
- Adrien Karbowsky.
- Marcel Paul Meys.
- Lucien Hector Monod.
- Frédéric Montenard (1849-1926).
- Maria Wiik.
- François Zbinden (1871-1931).

## Expositions
- 1861 : 2e médaille pour La Guerre et La Paix à l'Exposition internationale de Metz.
- 1867 : 3e classe à l'Exposition universelle de Paris.
- 1887 : National Academy of Design, New York.
- 2002 : palais Grassi, Venise.
- 2005-2006 : musée de Picardie, Amiens, « Puvis de Chavannes, une voie singulière au siècle de l'impressionnisme »[25].
- 2014 : exposition d'aquarelles et de lavis, Biennale des arts de Cuiseaux[26] (Saône-et-Loire).
- 2019 : Le Modèle noir, de Géricault à Matisse[27], Exposition organisée par le musée d'Orsay et le musée de l'Orangerie, Paris, The Miriam and Ira D. Wallach Art Gallery, Université Columbia, New York, et le Mémorial ACTe, Pointe-à-Pitre, avec le concours exceptionnel de la Bibliothèque nationale de France.

## Le prix Puvis-de-Chavannes
Fondé en 1928, ce prix est attribué à un artiste plasticien par la Société nationale des beaux-arts et consiste en une rétrospective de l'œuvre du lauréat à Paris au Carrousel du Louvre lors de la tenue du Salon de la Société nationale des beaux-arts suivant. Ont notamment reçu ce prix les artistes :
- François Popineau (1926) ;
- Élisabeth Chaplin (1927) ;
- Lucien Madrassi (1928) ;
- Henri Deluermoz (1929) ;
- Gustave Jaulmes (1930) ;
- Raoul-Ulmann (1931) ;
- Louis de Monard (1932) ;
- Georges Gobo (1933) ;
- Victor Guirand de Scevola (1934) ;
- Jules Desbois (1935) ;
- Gaston Suisse (1936) ;
- Louis Jou (1937) ;
- Henry Déziré (1938) ;
- Porteneuve (1939) ;
- Willem van Hasselt (1941) ;
- Henri Marret (1942) ;
- Jean-Gabriel Domergue (1944) ;
- Pierre Bobot (1945) ;
- Auguste Biaggi (1946) ;
- Marcel Cosson (1947) ;
- Joseph Pinchon (1948) ;
- Jean Mayodon (1949) ;
- Clémentine Ballot (1950) ;
- Albert Bouquillon (1951) ;
- Tristan Klingsor (1952) ;
- Édouard Sandoz (1954) ;
- Georges Delplanque (1955) ;
- André Tondu (1956) ;
- Albert Decaris (1957)
- Jean Picart le Doux (1958) ;
- Louis Chervin (1959) ;
- Georges Joubin (1960) ;
- Constant Le Breton (1961) ;
- Gustave Hervigo (1962) ;
- Maurice Boitel (1963) ;
- Anne-Marie Joly (1964) ;
- Jean-Marie Baumel (1965) ;
- Pierre Gaillardot (1966) ;
- Jean Rigaud (1967) ;
- Pierre-Henry (1968) ;
- Louis Vuillermoz (1969) ;
- Daniel du Janerand (1970)
- Jean-Pierre Alaux (1971) ;
- Jean Navarre (1973) ;
- Jean Monneret (1975) ;
- Maurice Buffet (1977) ;
- Angel-Péres (1979) ;
- Jean Baudet (1981) ;
- Rodolphe Caillaux (1983) ;
- Frédéric Menguy (1985) ;
- André Hambourg (1987) ;
- Gaston Sébire (1991) ;
- Jean Cluseau-Lanauve (1993) ;
- Roger Grellet (2000) ;
- François Bellec (2001) ;
- Kojiro Akagi (2002) ;
- Paul Ambille (2003) ;
- Nadine Le Prince (2004) ;
- Michel King (2005) ;
- Paul Collomb (2006) ;
- Guy Perron (2007) ;
- Jacques Léonard (2008) ;
- Bernardino Toppi (2009) ;
- André Duret (2010) ;
- Catherine Sévérac (2011)[29] ;
- Alain Bonnefoy (2012) ;
- André Abram (2013) ;
- Nina Tescar (2014) ;
- Cécile Bisciglia (2015)[30] ;
- Davide Galbiati (2016)[31] ;
- Decktwo (2017)[32].

## Postérité
Le Comité Pierre Puvis de Chavannes est le détenteur du droit moral de l'artiste et est habilité, sans exclusivité, à délivrer des certificats d’authenticité concernant les œuvres réalisées par ce peintre.